# Crazy Boy
Crazy Boy (nacido el 30 de marzo de 1978) es un luchador profesional mexicano, quien ha trabajado en varias empresas del circuito independiente, tales como Consejo Mundial de Lucha Libre (CMLL), Desastre Total Ultraviolento (DTU) la International Wrestling Revolution Group (IWRG), aunque destaca su trabajo en la Alcohólicos Anónimos y Asociados (AAA). El verdadero nombre de Crazy Boy no es una cuestión de registro público, como suele ser el caso de los luchadores enmascarados en México, donde sus vidas privadas se mantienen en secreto de los fanáticos de la lucha libre.
Entre sus logros ha sido dos veces Campeón Mundial en Parejas de la AAA con Joe Líder (en dos ocasiones).

## Carrera

### International Wrestling Revolution Group  (1997-2006)
Alrededor del cambio de milenio, Crazy Boy trabajó extensamente en Naucalpan, Estado de México, para el entonces recientemente creado International Wrestling Revolution Group (IWRG). En IWRG formó un trío "suicida" con  y Súper Boy quienes usaron un estilo de lucha de alto riesgo y alto vuelo.

### Consejo Mundial de Lucha Libre (2006)
La temporada de Crazy Boy en el Consejo Mundial de Lucha Libre terminó de una manera desordenada, con Crazy saliendo de un show de Arena México (que habría sido su primer CMLL allí), alegando una lesión de una gira japonesa recién completada, solo para aparecer como una sorpresa días después.

### Asistencia Asesoría y Administración (2007-2013)
En 2006, Crazy ganó el "Campeonato Nacional Atómicos" promovido por la AAA (campeonato en parejas de 4 hombres), junto con Juventud Guerrera, Joe Líder y Psicosis II. Después de que la traición de Psicosis II le costó los títulos a las potencias mexicanas, se contrató a Extreme Tiger como reemplazo. Tiger dejó el grupo desde entonces para unirse al nuevo grupo de Halloween, ya que siguen siendo Crazy Boy, Joe Líder y Juventud Guerrera. Junto con Joe Líder y Juventud Guerrera, el grupo viajó a Japón para competir en el TripleSEM de Pro Wrestling NOAH, donde obtuvieron la victoria. Crazy Boy y Joe Líder pensaron que aún siguen siendo Campeones Mundiales en Parejas de AAA.
Joe Líder rompió su conexión con Mexican Powers, perdiendo su Campeonato Mundial en Parejas de AAA y el de Crazy Boy ante Halloween y Extreme Tiger. Después de la salida de Líder, Crazy Boy, Juventud Guerrera y Último Gladiador continuaron como los poderes mexicanos, mientras que Líder formó un nuevo grupo con Psicosis. Cuando Juventud partió, Crazy Boy y Último Gladiador continuaron compitiendo como un equipo de dos hombres. Algunos meses después de que el Dr. Wagner Jr. se uniera a AAA, Último Gladiador se convirtió en parte de la facción Wagnermaniacos, dejando a Crazy Boy solo.
Crazy Boy regresó a AAA en 2013 para reformar Mexican Powers con Joe Líder. El 16 de junio en Triplemanía XXI, los dos ganaron un combate a cinco bandas por el vacante Campeonato Mundial en Parejas de la AAA. El 18 de octubre en Héroes Inmortales VII, perdieron los títulos ante Los Güeros del Cielo (Angélico & Jack Evans).

### Desastre Total Ultraviolento  (2004-presente)
En 2004, Crazy Boy fundó su propia organización de lucha libre, Desastre Total Ultraviolento. El 27 de septiembre de 2007, se asoció con El Generico para derrotar a Zema Ion y Extreme Tiger. El 16 de noviembre de 2007, Crazy Boy derrotó a Zema Ion y Extreme Tiger en un Light Tube Match a tres esquinas.

## Campeonatos y logros
- Asistencia Asesoría y Administración
  - Campeonato Mundial en Parejas de AAA (2 veces) – con Joe Líder
  - Campeonato Nacional Atómicos (1 vez) – con Psicosis II, Joe Líder & Juventud Guerrera

- Xtreme Latin American Wrestling
  - XLAW Extreme Junior Heavyweight Championship (1 vez)